# チバメート
チバメート（INN 英語: Tybamate; Solacen, Tybatran, Effisax）は、カルバメート系抗不安薬である。よく知られているカリソプロドールと同様に、メプロバメートのプロドラッグである。肝酵素誘導作用はフェノバルビタールに類似するが、はるかに弱い。
商品名Tybatran（Robins）として、以前は125mg、250mg、350mgのカプセルが使用可能であり、1日3～4回服用し、1日の総投与量は750mg～2gであった。血漿中半減期は3時間である。フェノチアジンとの高用量での併用で痙攣を引き起こす可能性がある。

## 合成
2-メチル-2-ペンテナール(1)を接触水素化すると、アルデヒド2-メチルペンタナール(2)が得られる。ホルムアルデヒドで処理すると、交差カニッツァーロ反応により2,2-ビス(ヒドロキシメチル)ペンタン(3)が得られる。このジオールと炭酸ジエチルをCyclisationすると(4)が得られ、アンモニアと反応してカルバメート(5)が得られる。最後に、ブチルイソシアネート（6）で処理するとチバメートが得られる。